# SN 2012Z
SN 2012Z – supernowa typu Iax odkryta 29 stycznia 2012 roku w galaktyce NGC 1309. W momencie odkrycia miała jasność 17,6m.

## Nazwa
Akronim „SN” oznacza po prostu „supernowa”, liczba „2012” oznacza, że wybuch został odkryty w tymże roku, a litera „Z” wskazuje na to, że była to dwudziesta szósta supernowa zaobserwowana w jej roku odkrycia.

## Odkrycie
Supernowa została odkryta w ramach programu Lick Observatory Supernova Search.

## Charakterystyka
W momencie odkrycia supernowa miała jasność 17,6m. Została odkryta w galaktyce NGC 1309 odległej o około 110 milionów lat świetlnych od Ziemi. Supernowa należała do typu Iax powstającego w ciasnych układach podwójnych, na archiwalnych zdjęciach wykonanych przez teleskop kosmiczny Hubble'a zidentyfikowano błękitnego olbrzyma i białego karła, które składały się na układ, w którym powstała ta supernowa. Podobnie jak w przypadku innych wybuchów typu Iax, biały karzeł na powierzchni którego doszło do eksplozji termojądrowej nie został najprawdopodobniej całkowicie rozerwany w wybuchu, prawdopodobnie wybuch przetrwała także druga gwiazda układu. Obecnie (2014) SN 2012Z jest najjaśniejszą znaną supernową typu Iax.